# محراب بزرگ هرکول
محراب بزرگ هرکول (لاتین: Herculis Invicti Ara Maxima) در فروم بواریوم روم باستان ایستاده بود. این اولین مرکز آیین دینی (عمل مذهبی) هرکول در رم بود که پیش از معبد دایره‌ای هرکول ویکتور بود. سنت رومی این نقطه را به مکانی تبدیل کرد که هرکول کاکوس را کشت و برپایی آن را به اواندر نسبت داد. انه‌اید از ایواندر می‌گوید که خلقت اولیه آرا ماکسیما را به پوتیسیوس و پیناری‌ها نسبت می‌دهد.
محراب اصلی در آتش‌سوزی بزرگ رم، ۶۴ پس از میلاد، سوخت، اما بازسازی شد و هنوز در قرن چهارم پابرجا بود. شناسایی آزمایشی سکوی توفا در دخمه کلیسای سانتا ماریا این کوسمدین با پایه محراب توسط فیلیپو کوآرلی و سایر باستان شناسان انجام شده‌است.
منابع مختلف، با منبع مارکوس ترنتیوس وارو، محرومیت زنان از مراسم در اینجا، یا شرکت در گوشت‌های قربانی را توجیه می‌کند. مناسک آرا ماکسیما در فرقه هرکول منحصربه‌فرد بود، زیرا با سرهای بی‌پوشش، مراسم ritu Graeco انجام می‌شد.